# Ma aan de lijn
Ma aan de lijn is een lied van de Nederlandse rapper Kraantje Pappie. Het werd in 2021 als single uitgebracht.

## Achtergrond
Ma aan de lijn is geschreven door Alex van der Zouwen, Léon Paul Palmen en Martijn van Sonderen en geproduceerd door Palm Trees en Nightwatch. Het is een lied uit het genre nederhop. In het lied zingt de liedverteller over moeder en dat hij altijd bij haar kan terugkomen, in welke situatie hij ook zit. Het kan worden gezien als een antwoordlied van de rapper op zijn lied Wat nou als het lukt uit 2012. Het was de eerste single van de rapper in 2021, een jaar waarin hij vooral succes had met de nummers Tranen en 1%. 

## Hitnoteringen
De rapper had weinig succes met het lied in de Nederlandse hitlijsten. Er was geen notering in de Single Top 100 en ook de Top 40 werd niet bereikt, maar hier was wel de veertiende plaats in de Tipparade.